# Abbaye Saint-Pierre de Rebais
L'abbaye Saint-Pierre de Rebais est une ancienne abbaye située dans la commune de Rebais, dans le diocèse de Meaux, fondée en 636 par saint Ouen, futur évêque de Rouen, et dont les premiers abbés sont saint Agile puis saint Philibert.

## Histoire

### Fondation
En 636, Ouen de Rouen fonde le monastère Saint-Pierre de Resbacum, sur des terres données par le maire du palais Erchinoald et faisant partie des terres de chasse du roi Dagobert Ier, près d'une rivière nommé Resbac. Régie principalement par la règle de saint Benoît et influencée aussi par celle de saint Colomban, la nouvelle abbaye est confiée à Agile de Rebais, fils d'Arnoald (membre de la cour de Childebert II) et provenant de l'abbaye Saint-Pierre-et-Saint-Paul de Luxeuil.
L'abbaye est rapidement dotée de différents privilèges, d'abord par le roi Dagobert Ier dès 636 à l'occasion de sa fondation, puis en 637 lors d'un synode à Clichy par Faron, évêque de Meaux, lors duquel est également officialisée la nomination d'Agile de Rebais.
La fondation de l'abbaye a par la suite donné naissance à la ville du même nom.

### Rayonnement

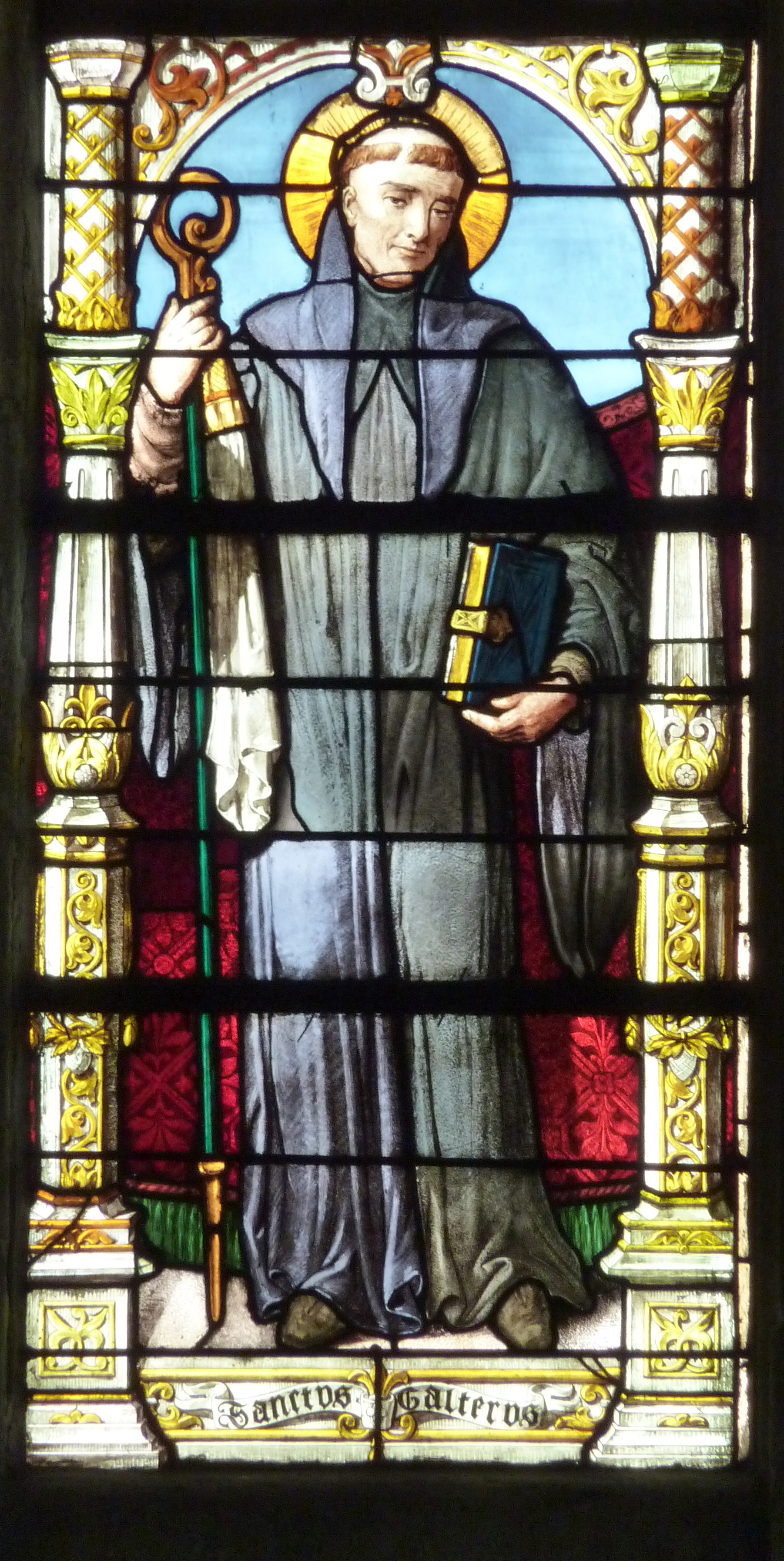
Vitrail de la cathédrale Saint-Maclou de Pontoise représentant Gautier, passé par l'abbaye de Rebais.

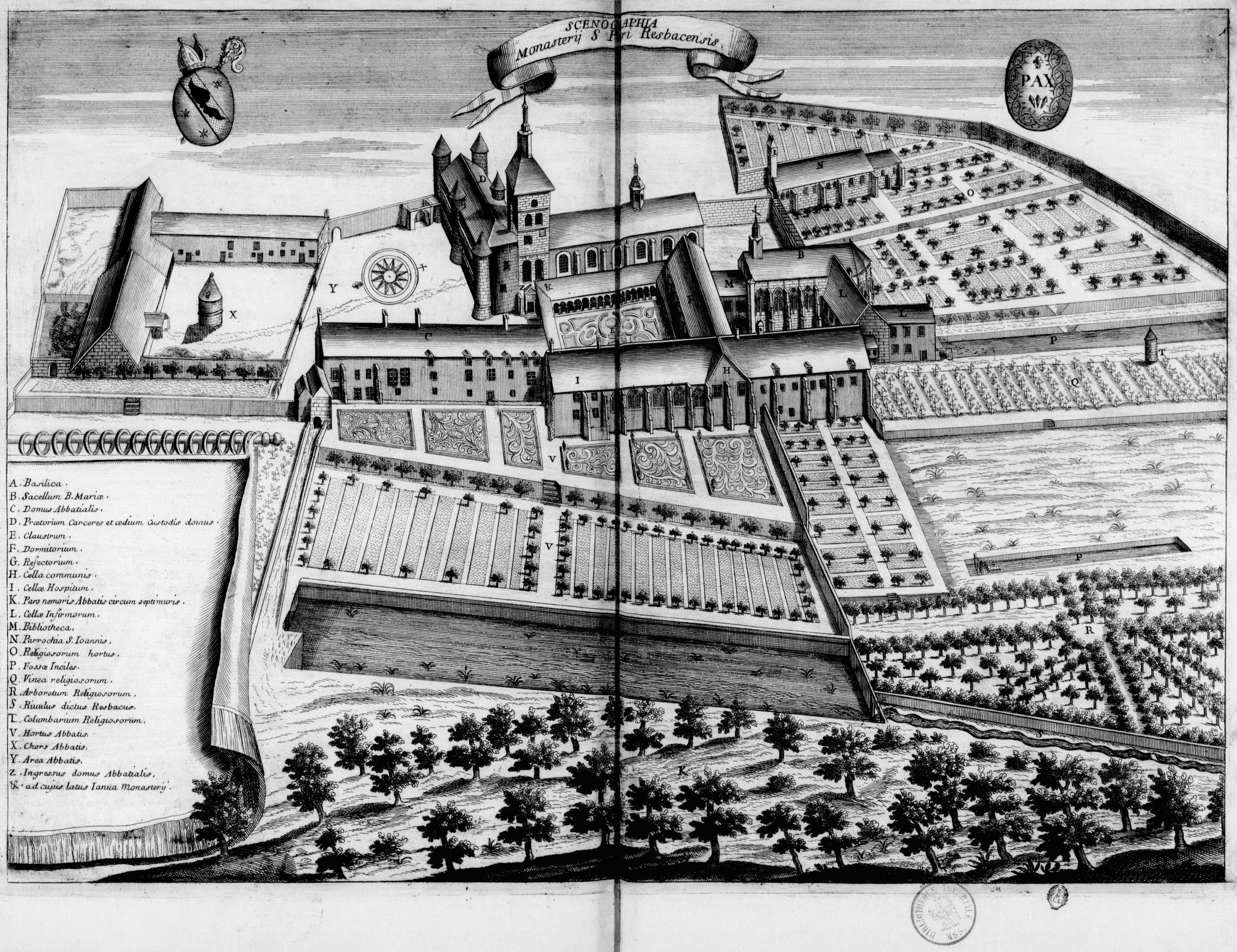
Planche gravée du XIIe siècle représentant l'abbaye Saint-Pierre de Rebais, dans le livre Monasticon Gallicanum.

La popularité de son fondateur et de son premier abbé inspire plusieurs vocations, dont celle de Saint Philibert, insatisfait par la vie futile qu'il mène à la cour du roi. Il rejoint l'abbaye de Rebais puis succède à Saint Agile en 650 à la mort de celui-ci. Il résigne 4 ans plus tard et part fonder l'abbaye de Jumièges puis celle de Noirmoutier.
Vers 680, saint Réol, archevêque de Reims, fonde l'abbaye Saint-Pierre d'Orbais dans la vallée du Surmelin et envoie six moines de Rebais pour y installer le nouveau monastère.
Dans le milieu du XIe siècle, l'abbaye accueille Gautier de Pontoise que le roi Philippe Ier appelle par la suite pour en faire l'abbé de Saint-Martin de Pontoise qu'il vient de fonder. Gautier sera canonisé en 1153 par l’archevêque de Rouen Hugues de Boves.

### Déclin
À l'issue de la Révolution française, l'abbaye et ses biens sont confisqués comme biens nationaux puis vendus. Ainsi, au XVIIIe siècle, l'abbaye devient un collège puis une école militaire. De même, un prêtre de Meaux achète les ruines du prieuré Saint-Agile et fait reconstruire les bâtiments et la chapelle pour en faire un orphelinat. Ces bâtiments abritent désormais une maison de retraite départementale.
De nos jours ne reste plus que l'église Saint-Jean-Baptiste de Rebais, la seule des trois églises de l'abbaye à avoir survécu, et qui conserve les reliques de saint Agile.

## Liste des abbés
Liste non exhaustive des abbés de Rebais :
- Saint Agile (1er mai 636-30 août 650), 1er abbé de Rebais ;
- Saint Philibert (650-654) quitte l'abbaye pour fonder celles de Jumièges puis de Noirmoutier ;
- Aygload ;
- Godobert (vers 765) ;
- Ingelbaud ou Arnould ou Arnoul, également abbé de Saint-Faron de Meaux ;
- Varin de Corvey (vers 831) ;
- Hilbaud (vers 836) ;
- Wulfad (vers 860, mort en 876) ;